# Luperón (República Dominicana)
Luperón és un municipi de la costa nord de República Dominicana pertanyent a la província de Puerto Plata. Es troba a la vora de l'oceà Atlàntic, en una imponent badia la qual en altre temps va albergar l'Almirall Cristòfor Colom dels embats de les tempestes típiques d'aquesta zona, la qual va cridar "Port de Gràcies o Gràcia", per ser el lloc on busco refugi per salvar la seva flota. La badia està envoltada de frondosos i verds manglars.
Està distribuït de la següent manera: 
- 3 districtes municipals,
- 7 seccions i
- 55 paratges, que fan una quantitat de 517 km² en total.

Limita al nord amb l'Oceà Atlàntic, en el litoral es troba la Badia de Gràcia i el Cap Isabela, al sud amb les comunitats pertanyents als Municipis Imbert i Guananico, a l'est amb el municipi cap de Puerto Plata i l'Oest amb el municipi de Villa Isabela.
Té un clima Tropical sec amb temperatures elevades a les estacions estiu i tardor. Els seus principals rius són: Bajabonico, Caonao, i Lorán, els quals desemboquen en l'oceà Atlàntic. En la seva hidrografia també compta amb alguns rierols i importants llacunes com és el cas de la Llacuna de Puerto Caballo.